# Dřevčice
Dřevčice település Csehországban, a Kelet-prágai járásban. Dřevčice Brandýs nad Labem-Stará Boleslav, Zápy, Jenštejn, Podolanka és Svémyslice településekkel határos. Lakosainak száma 776 fő (2024. január 1.).

## Népesség
A település lakosságának változását az alábbi diagram mutatja:
| Lakosok száma | 306  | 384  | 429  | 427  | 509  | 467  | 769  | 822  | 768  | 776  |
|               | 1869 | 1890 | 1921 | 1950 | 1980 | 2001 | 2017 | 2019 | 2022 | 2024 |